# Carex kirinensis
Carex kirinensis är en halvgräsart som beskrevs av W.Wang och Yui Liang Chang. Carex kirinensis ingår i släktet starrar, och familjen halvgräs. Inga underarter finns listade i Catalogue of Life.